# Championnats d'Europe de taekwondo 1990
Navigation
Édition précédente Édition suivante
Les championnats d'Europe de taekwondo 1990 ont été organisés du 18 au 21 octobre 1990 à Aarhus, au Danemark. Il s'agissait de la huitième édition des championnats d'Europe de taekwondo.

## Podiums

### Masculins
| Épreuves | Or                                | Argent                    | Bronze                                                      |
| -------- | --------------------------------- | ------------------------- | ----------------------------------------------------------- |
| -50 kg   | Gergely Salim Danemark            | Cihat Kutluca Turquie     | Salah Abousaid France / Thomas Hermann Allemagne de l'Ouest |
| 54 kg    | Josef Salim Danemark              | Thierry Dedegbe France    | Ekrem Boyalı Turquie / Franciso Hernán Espagne              |
| 58 kg    | Michael Østergaard Danemark       | Domenico D'Alise Italie   | Ángel Alonso Ríos Espagne / Alberto Kleber Pays-Bas         |
| 64 kg    | Musa Cicek Allemagne de l'Ouest   | Sadık Oflu Turquie        | Tommy Mortensen Danemark / Hubert Sinègre France            |
| 70 kg    | Georg Streif Allemagne de l'Ouest | Eleftherios Glanias Grèce | Timo Karjalainen Finlande / Enrique Mendoza Espagne         |
| 76 kg    | Antonio Pérez Acevedo Espagne     | Osman Şener Özsoy Turquie | Nico Forsberg Suède / Marcello Pezzolla Italie              |
| 83 kg    | Metin Şahin Turquie               | Leendert Verwaij Pays-Bas | Lennox Carty Royaume-Uni / Robert Tomašević Yougoslavie     |
| +83 kg   | Ali Şahin Turquie                 | Tonny Sørensen Danemark   | Nebojsa Ciric Pays-Bas / Ivan Radoš Yougoslavie             |

### Féminins
| Épreuves | Or                                | Argent                       | Bronze                                                      |
| -------- | --------------------------------- | ---------------------------- | ----------------------------------------------------------- |
| -43 kg   | Arzu Ceylan Turquie               | Helle Panzieri Danemark      | Sabrina Agarbati Italie / María Rosa Moreno Espagne         |
| 47 kg    | Serpil Gür Turquie                | Piera Muggiri Italie         | Loles Ballester Espagne / Aleka Frantzi Grèce               |
| 51 kg    | Anne Mette Christensen Danemark   | Raquel Palacios Espagne      | Triantafillia Karasiouna Grèce / Döndü Şahin Turquie        |
| 55 kg    | Sarah Maitimu Pays-Bas            | Idoya Jiménez Espagne        | Sibel Dinçer Turquie / Yvonne Tillmann Allemagne de l'Ouest |
| 60 kg    | Ziyada Boztepe Turquie            | Judith Pirchmoser Autriche   | Elena Benítez Espagne / Patricia Reynolds France            |
| 65 kg    | Coral Bistuer Espagne             | Kirsimarja Koskinen Finlande | Brigitte Geffroy France / Şeyda Sarafoğlu Turquie           |
| 70 kg    | Angelika Pastorelli Italie        | Gunhild Wallden Norvège      | Yahzi Hava Turquie / Veera Liukkonen Finlande               |
| +70 kg   | Bettina Hipf Allemagne de l'Ouest | Mine Arduç Turquie           | Gethemani Orfanidou Grèce / Anna Widehov Suède              |